# Wavelength (Tangerine Dream)
Wavelength is een studioalbum van Tangerine Dream, dat laat in 1983 werd uitgegeven. Het album verscheen op het Amerikaanse platenlabel Varèse Sarabande, dat destijds in Europa onbekend was - waardoor het album aldaar moeilijk verkrijgbaar was. Wavelength bevat filmmuziek geschreven voor de film film uit 1983, geregisseerd door Mike Gray en geproduceerd door James M. Rosenfeld. Onder de deelnemende acteurs bevond zich David Carradine.
De muziek bestaat uit relatief korte nummers, waarvan enkele al eerder als deel van langere stukken - waar de band toen bekend om was - waren uitgebracht:
- "Desert Drive" en "Spaceship" zijn bewerkingen van delen van Quichotte part 1 van Quichotte;
- "Healing" is een remix uit Tangram, deel 1
- "Church Theme" is een remix van Silver Scale, een nummer dat destijds wel al live uitgevoerd was, maar nog niet op een album verschenen was;
- "Sunset Drive" is een remix van Remote viewing van het album Exit.

## Musici
- Christopher Franke, Edgar Froese, Johannes Schmoelling – synthesizers, elektronica

## Muziek
Allen door Franke, Froese, Schmoelling

| Nr. | Titel                     | Duur |
| --- | ------------------------- | ---- |
| 1.  | Alien voices              | 0:16 |
| 2.  | Wavelength main title     | 1:54 |
| 3.  | Desert drive              | 2:00 |
| 4.  | Mojave end title          | 3:59 |
| 5.  | Healing                   | 2:23 |
| 6.  | Breakout                  | 1:09 |
| 7.  | Alien goodbyes            | 1:50 |
| 8.  | Spaceship                 | 2:18 |
| 9.  | Church theme              | 3:41 |
| 10. | Sunset drive              | 3:23 |
| 11. | Airshaft                  | 3:10 |
| 12. | Alley walk                | 2:55 |
| 13. | Cyro lab                  | 2:13 |
| 14. | Running through the hills | 1:30 |
| 15. | Campfire theme            | 1:23 |
| 16. | Mojave end title reprise  | 3:51 |